# Erica Lindgren
Erica Lindgren (geborene Schoenberg; * 25. März 1978 in Akron, Ohio) ist eine professionelle US-amerikanische Blackjack- und Pokerspielerin. Sie trägt die Spitznamen Blackjack Babe und Poker Babe.

## Persönliches
Lindgren arbeitete früher als Model, Personal Trainer und war eine professionelle Volleyballspielerin. Sie lernte Blackjack von einem Mitglied des MIT Blackjack und nahm mehrmals an der World Series of Blackjack teil. Die Amerikanerin war die Lebensgefährtin des High-Stakes-Pokerspielers David Benyamine. Ende Mai 2011 heiratete sie den Pokerspieler Erick Lindgren und nahm seinen Nachnamen an. Die Ehe, aus der ein Kind hervorging, wurde 2014 geschieden.

## Pokerkarriere
Lindgren erreichte beim Main Event der World Poker Tour (WPT) bislang siebenmal die Geldränge. Weiterhin war sie 2006 beim Legends of Poker in Los Angeles in der Ladies Night unter anderem mit Jennifer Tilly und vier anderen Spielerinnen zu sehen. Sie erreichte 29-mal die Geldränge bei der World Series of Poker (WSOP) am Las Vegas Strip. Ihr bisher größter Erfolg dabei war ein Finaltisch bei der WSOP 2007 in der Variante No Limit Hold’em, bei dem sie als Dritte ein Preisgeld in Höhe von über 260.000 US-Dollar gewann. 2007 gewann Lindgren die Mandalay Bay Poker Championship mit einer Siegprämie von über 100.000 US-Dollar. Ihre bis dato letzte Geldplatzierung erzielte sie bei der WSOP 2019.
Insgesamt hat sich Lindgren mit Poker bei Live-Turnieren mehr als 850.000 US-Dollar erspielt. Sie nahm auch an der Ultimate Blackjack Tour teil, welche zehn Wochen lang im Fernsehen auf dem Sender CBS übertragen wurde. Außerdem stand die Amerikanerin bei der Onlinepokerseite Full Tilt Poker unter Vertrag.